# Liste des sites classés et inscrits du Gard

Le département du Gard en rouge sur la carte

La liste des sites classés du Gard présente les sites naturels classés du département du Gard.

## Liste
Les critères sur lesquels les sites ont été sélectionnés sont désignés par des lettres, comme suit :
- TC : Tout critère
- A : Artistique
- P : Pittoresque
- S : Scientifique
- H : Historique
- L : Légendaire

| Commune | Site classé | Description | Date du classement | Critère de classement | Géolocalisation | Superficie(ha) | Autres labels | Illustration |
| --- | --- | --- | ------------------ | --------------------- | --------------- | -------------- | ------------- | ------------ |
| Aigues-Mortes | L'ensemble formé par le site de l'étang de Mauguio | présent sur les communes de Pérols, Mauguio, Candillargues, Lansargues, Saint-Nazaire-de-Pézan, Marsillargues, la Grande-Motte (Hérault) et d'Aigues-Mortes (Gard) | 28 décembre 1983   | P                     |                 | 5164,78        |               |              |
| Aigues-Mortes | L'ensemble formé par l'Etang de la Ville (lieu dit) et ses abords sur la commune d'Aigues-Mortes                                                          | | 9 mars 1993        | H-P                   |                 | 667,73         |               |              |
| Aigues-Mortes | L'ensemble formé sur la commune d'Aigues-Mortes par le panorama découvert depuis la nouvelle voie littorale (chemin départemental n° 62) sur les remparts | | 20 juin 1973       | P                     |                 | 593,94         |               |              |
| Aigues-Mortes | Les terrains situés en avant de la porte de la Gardette, à Aigues-Mortes, teintés en bleu sur le plan annexé                                              | | 13 août 1936       | TC                    |                 | 0,35           |               |              |
| Aigues-Mortes | Les terrains situés en avant de la porte de la Gardette, à Aigues-Mortes, teintés en rose sur le plan annexé                                              | | 27 avril 1936      | TC                    |                 | 0,84           |               |              |
| Aigues-Mortes, Saint-Laurent-d'Aigouze | Marais de la Tour Carbonnière | | 16 novembre 1999   | HP                    |                 | 732,37         |               |              |
| Les Angles | Le domaine du Chêne Vert | parcelles 113 à 117 section B | 13 septembre 1950  | P                     |                 | 2,31           |               |              |
| Les Angles | Le plateau rocheux situé au nord-ouest du village | parcelle 1403 section B, ainsi que l'allée de platanes longeant au sud le pied du plateau                                                                          | 13 août 1938       | TC                    |                 | 8,88           |               |              |
| Aramon | L'ensemble formé sur la commune d'Aramon par les terrains de remblai de Vallabrègues                                                                      | | 12 mars 1973       | P                     |                 | 16,59          |               |              |
| Avèze | La partie de la rive gauche de l'Arre à Avèze | parcelles 154, 184, 185, 208, 209 section A | 4 décembre 1942    | TC                    |                 | 1,21           |               |              |
| Beaucaire | L'ensemble formé par le jardin situé dans l'enceinte du château de Beaucaire, sur le mont Saint-Louis, et sa dépendance La Vignasse                       | parcelles 135 à 137, 157, 158, 195 section K | 6 juillet 1950     | TC                    |                 | 1,67           |               |              |
| Blandas, Vissec et Rogues (30) et Saint-Maurice-Navacelles (34)                                                                                       | Le cirque de Navacelles et des gorges de la Vis et de leurs abords                                                                                        | | 2 juillet 2018     | P                     |                 | 5257           |               |              |
| Cabrières, Castillon-du-Gard, Collias, Dions, Lédenon, Poulx, Remoulins, Saint-Bonnet-du-Gard, Sainte-Anastasie,Sanilhac-Sagriès et Vers-Pont-du-Gard | Les gorges du Gardon, le pont du Gard et les garrigues nîmoises                                                                                           | | 23 août 2013       | PH                    |                 | 7760           |               |              |
| La Grand-Combe | Site paléontologique de Champclauson | | 11 mai 1993        | S                     |                 | 0,3            |               |              |
| Le Grau-du-Roi | L'ensemble formé par la pointe de l'Espiguette et le Rhône de Saint-Roman sur la commune du Grau-du-Roi (plus le DPM au droit des parties terrestres).    | | 10 décembre 1998   | P                     |                 | 3172           |               |              |
| Lanuéjols, Trèves et Revens | L'ensemble formé par le site de l'Aven Noir et ses abords sur le territoire des communes de Nant (Aveyron), Revens, Lanuéjols et Trèves (Gard)            | | 30 août 2012       | SP                    |                 | 2590           |               |              |
| Mialet | L'ensemble formé sur la commune de Mialet par les parcelles 1511 et 1512                                                                                  | Complétant les dispositions de l'arrêté du 2 mai 1936 | 10 juin 1959       | P                     |                 | 0,51           |               |              |
| Mialet | Parties du Vallon du mas Soubeyran sur la commune de Mialet                                                                                               | Parcelles 1493, 1494, 1501, 1510 à 1512, 1521 à 1523, 1526, 1536p, 1545, 1553, 1555, 1556, 1638, 1639, 1641, 1656, 1658, 1659 et 1663                              | 2 mai 1936         | TC                    |                 | 7,26           |               |              |
| Nîmes | Les terrasses autour de la tour Magne à Nîmes | Appartenant à la commune de Nîmes et comprenant la parcelle n° 2008 section T                                                                                      | 27 août 1955       | P                     |                 | 0,36           |               |              |
| Rochefort-du-Gard | Le site formé par le sanctuaire Notre-Dame-de-Grâce, la colline sur laquelle il s'érige et par leurs abords                                               | | 5 juin 1992        | LP                    |                 | 7,56           |               |              |